# Nicolás Rey Redondo
Nicolás Rey y Redondo (1 de febrero de 1834, Burgos - 5 de septiembre de 1917, San Cristóbal de La Laguna, Tenerife) fue un eclesiástico español y obispo de la Diócesis de Tenerife.

## Biografía
Nació en Burgos (España) en 1834. Se licenció en Teología y Doctor en Jurisprudencia, ejerciendo como Canónigo de Burgos.

### Episcopado
Nicolás Rey tomó posesión como obispo de Tenerife por Real Decreto de 5 de febrero de 1894 de la Reina Victoria Eugenia de Battenberg, aunque este nombramiento debió ser confirmado por el Papa León XIII, el cual lo confirmó el 21 de mayo de ese mismo año. Rey y Redondo recibió la consagración episcopal el 8 de septiembre de ese año y el 9 de noviembre llega a la diócesis. Fue senador por la provincia de Sevilla en 1899 y 1900.
Fue el impulsor de la construcción de la nueva Catedral de San Cristóbal de La Laguna, la cual consagró el 6 de septiembre de 1913. En total ordenó 44 Sacerdotes diocesanos. 

### Fallecimiento

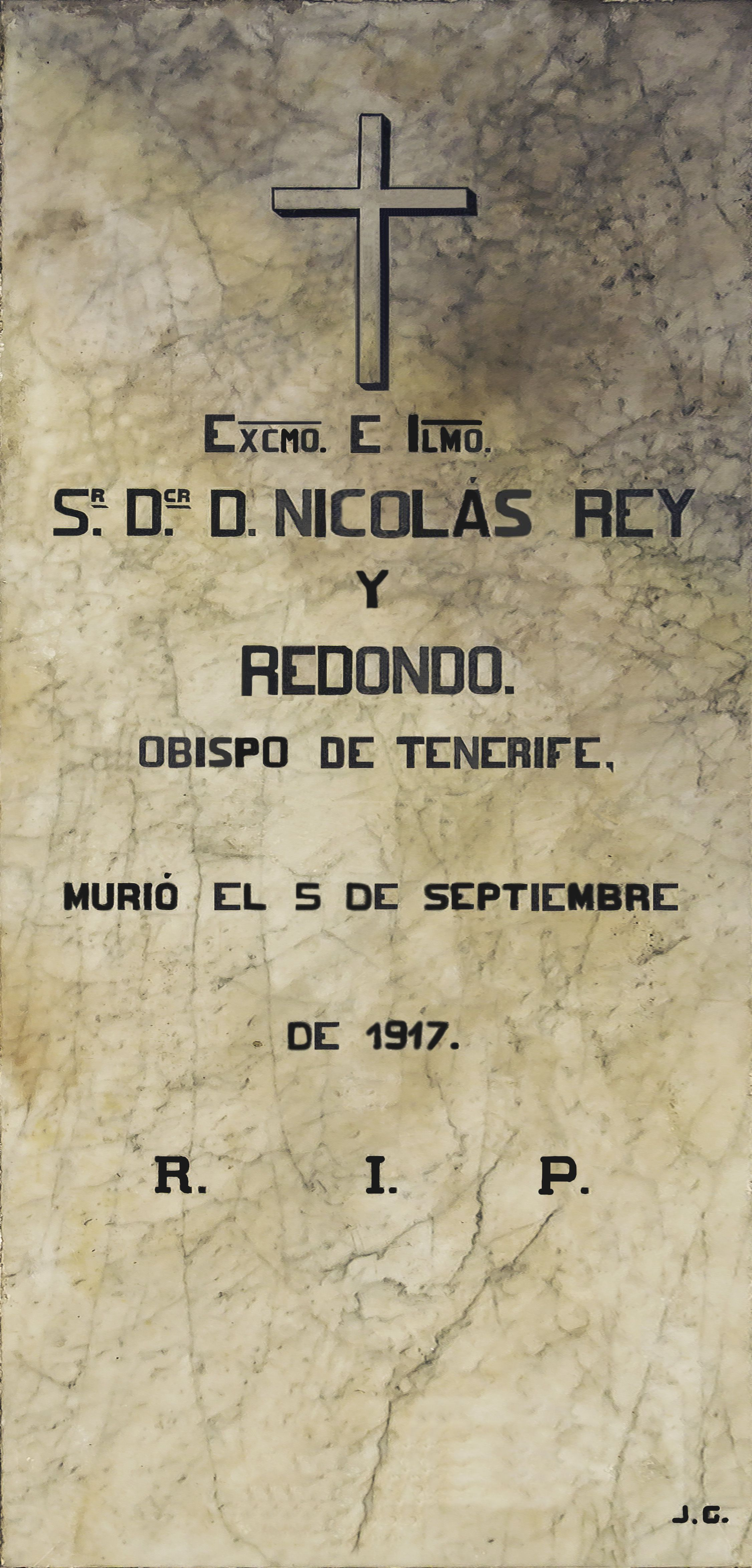
Tumba del obispo en la Catedral de La Laguna.

Falleció en San Cristóbal de La Laguna el 5 de septiembre de 1917 y fue enterrado en la Capilla de la Inmaculada Concepción de la Catedral de La Laguna.

## Sucesión
| Predecesor: Ramón Torrijos y Gómez | Obispo de San Cristóbal de la Laguna 1894 - 1917 | Sucesor: Gabriel Llompart y Jaume Santandreu |

- Datos: Q40900178
- Multimedia: Nicolás Rey Redondo / Q40900178